# Pablo Echenique-Robba
Pablo Echenique-Robba (ur. 28 sierpnia 1978 w Rosario) – hiszpański fizyk, badacz i polityk pochodzący z Argentyny, deputowany do Parlamentu Europejskiego VIII kadencji, parlamentarzysta krajowy.

## Życiorys
Po urodzeniu zdiagnozowano u niego rdzeniowy zanik mięśni, porusza się na wózku elektrycznym. Gdy miał 13 lat, jego rodzina przeprowadziła się do Hiszpanii i osiedliła w Aragonii. Pablo Echenique-Robba ukończył w 2002 fizykę na Uniwersytecie w Saragossie, a w 2006 na tej samej uczelni uzyskał doktorat. Został zatrudniony jako badacz w Najwyższej Radzie Badań Naukowych w Madrycie.
W 2014 wystartował w wyborach europejskich z listy nowo utworzonej lewicowej partii Podemos, uzyskując mandat eurodeputowanego VIII kadencji. Zrezygnował z niego 14 marca 2015 w związku z kandydowaniem w wyborach na prezydenta Aragonii. Został wówczas wybrany w skład regionalnego parlamentu.
W wyborach w kwietniu 2019 i listopadzie 2019 uzyskiwał natomiast mandat posła do Kongresu Deputowanych.